# Эбашер, Роже
Роже Эбашер (фр. Roger Ébacher, англ. Roger Ébacher; род. 6 октября 1936, Эймос, провинция Квебек, Канада) —  прелат Римско-католической церкви, 3-й епископ Отерива и 1-й епископ Бе-Комо, 2-й епископ Гатино-Холла, 1-й архиепископ Гатино-Холла и 1-й архиепископ Гатино. Ныне архиепископ-эмерит Гатино.

## Биография
Роже Эбашер родился 6 октября 1936 года в Эймосе, в провинции Квебек. Он рос на ферме в многодетной крестьянской семье. У его родителей было пятнадцать детей. Начальное и среднее образование получил в колледже в Эймосе. В 1957 году защитил степень бакалавра философии в университете Лаваля в Квебеке. В 1961 году стал лиценциатом теологии в семинарии святого Павла в Оттаве. 27 мая 1965 года в соборе святой Терезы в Эймосе епископом Альбертом Саншагреном был рукоположен в сан священника. Продолжил образование в Парижском католическом университете, где в 1966 году защитил степень доктора философии. Его докторская диссертация была посвящена философии Анри Бергсона.
По возвращении в Канаду, с 1963 по 1979 год преподавал в епархиальной семинарии Эймоса, нёс служение главы пастырского комитета епархии, был директором колледжа в Эймосе и настоятелем прихода в Вильмонтеле, откуда позднее был переведён священником в собор святой Терезы в Эймосе. Он также был епископским и генеральным викарием епархии Эймоса.
30 июня 1979 года римский папа Иоанн Павел II номинировал его в епископы епархии Отерива. Епископскую хиротонию 31 июля того же года в соборе святого Иоанна Эда в Бе-Комо возглавил архиепископ Жозеф-Жиль-Наполеон Уэлле, которому сослужили епископ Жан-Ги Кутюрье и епископ Жерар Дренвиль. 6 апреля 1988 года был назначен епископом Гатино-Холла. 31 октября 1990 года епархия была преобразована в митропольную архиепархию, и Роже Эбашер стал первым главой церковной провинции Западный Квебек.
За активную общественную деятельность в мае 1996 года университет Квебека в Холле присвоил ему звание почетного доктора. Уделяет исключительное внимание организации помощи неимущим, бездомным, а также женщинам и детям — жертвам семейного насилия. Его апостольство включает публикацию статей в периодических изданиях, участие в диспутах на радио и телевидении, издание книг о пасторстве и духовности. С 1985 по 1993 год  был членом Конгрегации доктрины веры в Римской курии. Участвовал в работе комитетов и комиссий Ассамблеи католических епископов Квебека и Канадской епископской конференции. 12 октября 2011 года римский папа Бенедикт XVI принял его отставку по достижении им канонического возраста.